# هيتومي ناباتامي
هيتومي ناباتامي (生天目仁美 ناباتامي هيتومي) هي مؤدية أصوات يابانية ولدت في 4 أغسطس 1976 في سادو، نيغاتا وتربت في يوكوهاما، كاناغاوا.

## أدوارها في الأنمي

### مسلسلات أنمي تلفزيونية
- Special A - أكيرا تودو
- سكول رمبل - ميكوتو سوؤو
- سكول رمبل:الفصل الدراسي الثاني - ميكوتو سوؤو
- تسوكيهيمي: أسطورة القمر - آركويد برونستيد
- روكيت جيرل - ماتسوري
- هاياتي نو غوتوكو! - يوكيجي كاتسورا
- ترينيتي بلاد - كيت سكوت
- إيكي توسن Dragon Destiny - كانؤو أونتشو
- إيكي توسن Great Guardians - كانؤو أونتشو
- إيكي توسن XTREME XECUTOR - كانؤو أونتشو
- غانتز - كي كيشيموتو
- أليسون وليليا - فيونا
- فتاة الجحيم - أيومي
- بليتش - ناناو إيسي، جين كاريا (أيام الطفولة)
- سر هاروكا نوغيزاكا - روكو أياسي
- شاكوغان نو شانا - مارجوري دو
- شاكوغان نو شانا II - مارجوري دو
- شاكوغان نو شانا III(فاينل) - مارجوري دو
- أسو نو يويتشي - أنجيلا تاكاتسوكاسا
- بوسو رينكين - أوكا هاياساكا
- ناتسو نو أراشي! - "ماستر"
- ناتسو نو أراشي! أكينايتشو - "ماستر"
- إلفن ليد - شيراكاوا، كوتا (أيام الطفولة)
- كوينز بليد: المحاربة المتجولة - شيزوكا
- كوينز بليد: وريثة العرش - شيزوكا
- داركر ذان بلاك: جوزاء النيزك - ريكاكو
- سيكيري - أوزومي
- سيكيري 〜Pure Engagement〜 - أوزومي
- رايلغان معينة خاصة بالعلم - مشرفة المسكن
- رايلغان معينة خاصة بالعلم S - مشرفة المسكن
- أختي لا يمكن لها أن تكون بهذه الظرافة - ساوري باجينا
- أختي لا يمكن لها أن تكون بهذه الظرافة. - ساوري باجينا
- أوكامي-سان و رفاقها السبعة - يوكيمي مورانو
- هايسكول اوف ذا ديد - رائدة فضاء
- المتحري الروحي ياكومو - ماو أراي
- بيرسونا 4 ذي أنيميشن - نوريكو كاشيواغي
- ناباري نو أو - كاتارينا تودو
- نيسيكوي - آنسة كيوكو
- بلاسريتر - ساشا جوبسون
- طموحات أودا نوبونا - شيباتا كاتسويي
- بلاك بوليت - كازومي شينا
- شوكوغيكي نو سوما - فوميو دايميدو (أيام الشباب)
- بوكيمون إكس/واي - غريس، تشيسبين، سلورباف، سبريتزي، أبسول
- كاردفايت!! فانغارد - أساكا نارومي
- كاردفايت!! فانغارد (2018) - أساكا نارومي
- مجموعة جونجي إيتو - سوغا
- فورتن آرتيريال - كانادا يوكي
- أكاديميتي للأبطال - سيتسونا توكاغي

### أوفا أنمي
- سكول رمبل: حصص إضافية - ميكوتو سوؤو
- سكول رمبل: الفصل الدراسي الثالث - ميكوتو سوؤو
- شاكوغان نو شانا S - مارجوري دو

### أفلام أنمي
- فيلم شاكوغان نو شانا - مارجوري دو
- فيلم بليتش: ذا داياموند داست ريبيليون, هيورينمارو آخر - ناناو إيسي
- كاردفايت!! فانغارد: نيون ميسايا - أساكا نارومي
- سلسلة أفلام بوكيمون
  - فيلم بوكيمون: ديانسي و شرنقة الدمار - تشيسبين، أبسول
  - فيلم بوكيمون: هوبا و صراع الأزمنة - تشيسبين
- هاياتي نو غوتوكو! HEAVEN IS A PLACE ON EARTH - يوكيجي كاتسورا

## أدوارها في ألعاب الفيديو
- ذا وورلد إندز ويث يو - رايمو بيتو

## أدوارها في الدبلجة اليابانية
- ترانسفورمرز: برايم - جون داربي

## وصلات خارجية
- هيتومي ناباتامي على موقع IMDb (الإنجليزية)
- هيتومي ناباتامي على موقع ألو سيني (الفرنسية)
- هيتومي ناباتامي على موقع ميوزك برينز (الإنجليزية)
- هيتومي ناباتامي على موقع أول ميوزيك (الإنجليزية)
- هيتومي ناباتامي على موقع ديسكوغز (الإنجليزية)
- هيتومي ناباتامي على موقع قاعدة بيانات الفيلم (الإنجليزية)
- هيتومي ناباتامي على موقع كينوبويسك (الروسية)
- هيتومي ناباتامي على موقع ANN person (الإنجليزية)